# August Förster (Schauspieler)

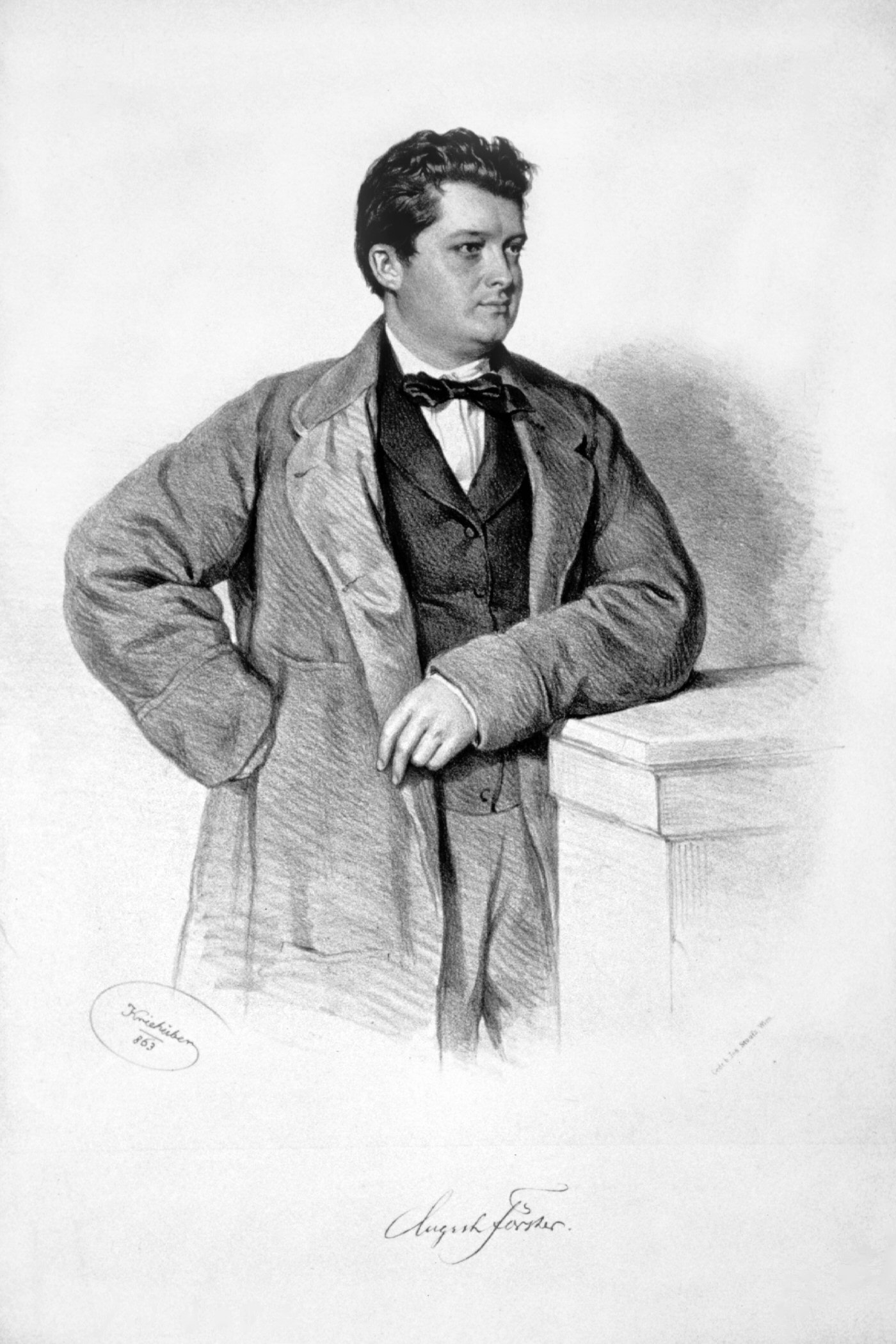
August Förster, Lithographie von Josef Kriehuber, 1863

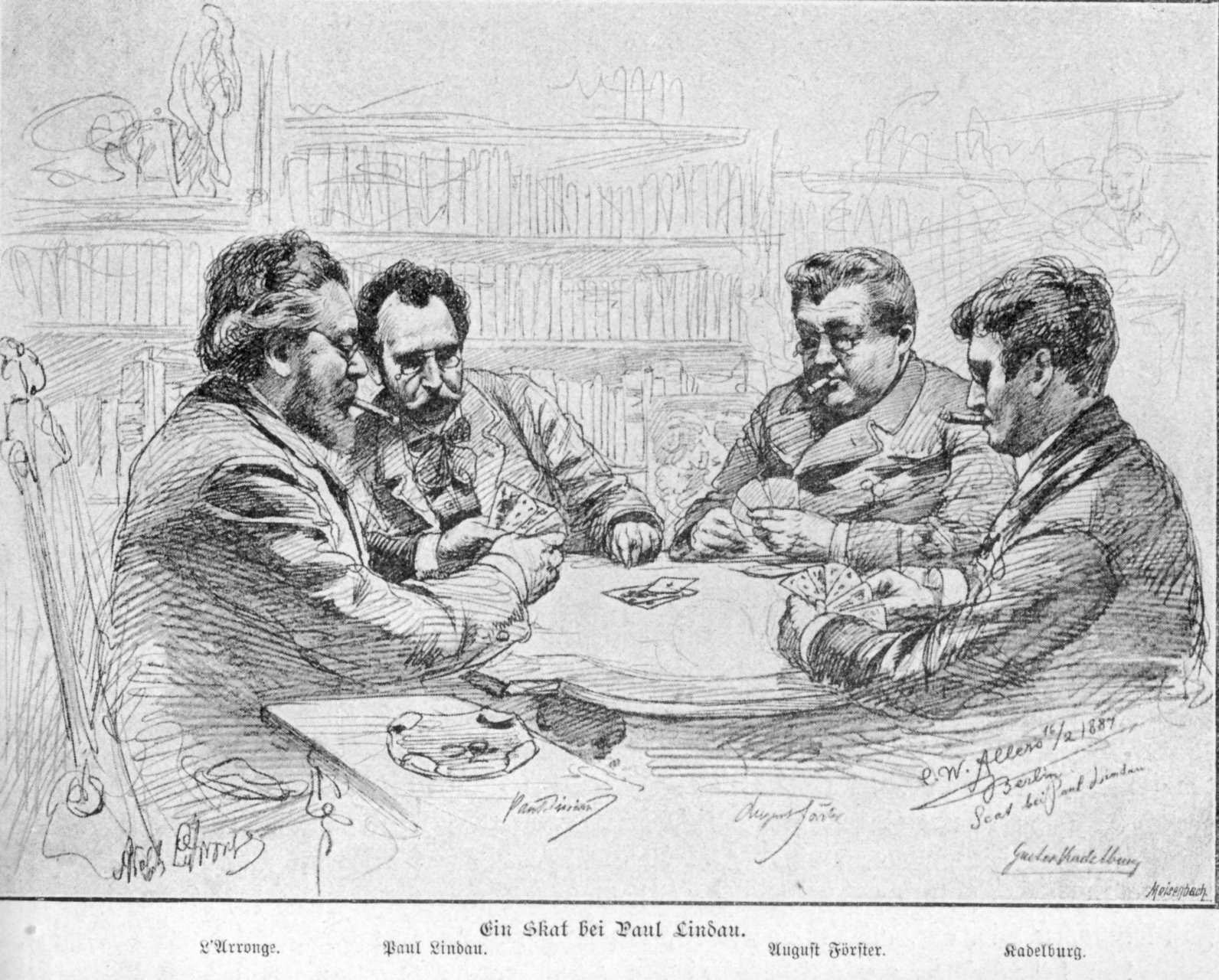
August Förster (zweiter von rechts) beim Skat mit Adolph L’Arronge (Dt. Theater Berlin), Paul Lindau (Hoftheater Meiningen) und Gustav Kadelburg (Autor), 1887. Zeichnung von C.W. Allers

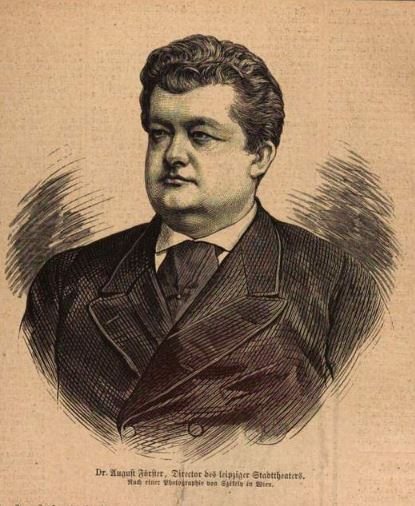
August Förster

August Förster (* 3. Juni 1828 in Lauchstädt, Provinz Sachsen; † 22. Dezember 1889 in Semmering, Niederösterreich) war ein Schauspieler und Regisseur.

## Leben
Förster besuchte 1838 das Domgymnasium in Merseburg, die Klosterschule in Donndorf und seit 1841 die Internatsschule Schulpforte, wo er von Karl August Koberstein unterrichtet wurde. Koberstein machte ihn zu seinem Famulus. Förster studierte Theologie in Halle, wandte sich dann aber bald philosophischen und historischen Studien zu. Während seines Studiums wurde er 1848 Mitglied der Burschenschaft Fürstenthal Halle. Er schloss sich der Bredowschen  Schauspieltruppe an, mit der er 1851 in Naumburg erstmals auftrat. Ebenfalls 1851 promovierte er in Halle mit einer Abhandlung über den Einfluss der Lessingschen Dramaturgie auf die Einführung Shakespeares in Deutschland. Dann war er von 1853 bis 1855 bei Franz Wallner am Stadttheater in Posen, darauf zeitweise bei Adolph L’Arronge in Danzig. 1858 berief ihn Heinrich Laube an das Burgtheater in Wien, wo er bis 1876 blieb, seit 1866 als Unterregisseur, seit 1870 als Regisseur.
1876 bis 1882 übernahm er die Direktion des Leipziger Stadttheaters. Hier hatte er mit großen Schwierigkeiten zu kämpfen, weil der dortige „Verein der Theaterfreunde“ ihn und seinen Opernregisseur Angelo Neumann heftig und über Jahre hin bekämpfte, was am 24. Februar 1879 den Höhepunkt in einem Tumult fand, den August Förster, der an diesem Abend den Nathan spielte, aber heil überstand, indem er das Stück zu Ende spielen ließ. Mit Siegwart Friedmann, Ludwig Barnay und Friedrich Haase gründete er in Berlin das Deutsche Theater, das am 29. September 1883 eröffnet wurde. Hier wirkte er vor allem als Regisseur und Dramaturg. Als Nachfolger von Adolf von Wilbrandt wurde er am 25. Oktober 1888 zum Direktor des Wiener Burgtheaters berufen. In Anbetracht seines baldigen Ablebens konnte er hier seine Wirkung nicht mehr voll entfalten. Förster war wegen seines Herzbefundes der Aufenthalt auf dem Semmering angeraten worden. Ein nach einem üppigen Mahl angetretener Spaziergang, bei dem sich Förster den Weg durch den Schnee spurte, führte zum Herzversagen.
Förster übersetzte zahlreiche französische Stücke ins Deutsche. Zu einer Hauptrolle zählte der Galotti in Lessings Drama „Emilia Galotti“ oder der alte Miller in Friedrich Schillers „Kabale und Liebe“. Seine Grabstätte befindet sich auf dem Evangelischen Friedhof Matzleinsdorf (Gruppe 21, Nr. 154) in Wien.

## Familie
Seine beiden Söhne Hans Förster und Heinrich Förster wurden ebenso Schauspieler. Emmy Mauthner, verheiratet mit ersterem, war ebenfalls Schauspielerin und somit seine Schwiegertochter.

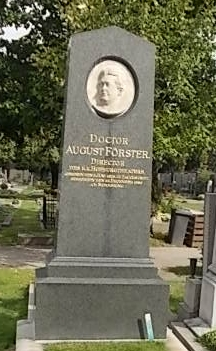
August Förster Grabstätte

## Werke (Auswahl)
- Feuer in der Mädchenschule. Lustspiel in einem Akt nach dem Französischen. Michaelson, Berlin 1860. (Digitalisat)
- So muß man's machen. Lustspiel in einem Akt nach dem Französischen. Michaelson, Berlin 1861.
- Noth aus Ueberfluß. Lustspiel in einem Akt frei nach dem Französischen. Michaelson, Berlin 1861.
- Der Freund der Frauen. Lustspiel in einem Akt nach dem Französischen. Michaelson, Berlin 1861.
- Aus der komischen Oper. Lustspiel in einem Akt nach dem Französischen. Michaelson, Berlin 1861.
- Ein armer Graf. Lustspiel in 2 Akten nach dem Französischen. Michaelson, Berlin 1861.
- Schlechtes Wetter. Lustspiel in einem Akt nach dem Französischen. Michaelson, Berlin 1862.
- Zwei junge Wittwen. Lustspiel in einem Akt nach dem Französischen. Michaelson, Berlin 1862.
- Ein schwarzer Menschenbruder. Burleske in einem Akt frei nach dem Französischen. Michaelson, Berlin 1862.
- Der letzte Ballgast. Lustspiel in einem Aufzuge nach dem Französischen. Michaelson, Berlin 1862.
- Allein ausgehen. Lustspiel in drei Akten frei nach dem Französischen. Kolbe, Berlin 1863. (Digitalisat)
- Jean Baudry. Schauspiel in 4 Akten. Hayn, Berlin 1864.
- Nur nicht spaßen. Lustspiel in einem Akt frei nach dem Französischen. Michaelson, Berlin 1865.
- Die Neugierigen. Lustspiel in einem Akt nach dem Französischen. Hayn, Berlin 1865.
- Er hat einen Fehler. Lustspiel in einem Akt nach dem Französischen. Hayn, Berlin 1865.
- Nicht fluchen. Dramatische Kleinigkeit in einem Akt nach dem Französischen. Michaelson, Berlin 1866. (Digitalisat)
- Schwager Spürnas. Schwank in einem Akt nach dem Französischen. Michaelson, Berlin 1866.